# أنا روبوت (لعبة فيديو)
أنا روبوت (بالإنجليزية: I, Robot)‏، هي لعبة شوتم أب جرى تطويرها وإصدارها في عام 1984 من خلال شركة أتاري.
صممت بواسطة ديفانىتا ثيرر، وأُنتجَ ما مجموعه فقط 750-1000 من صندوق ألعاب الصالات. تأتي ألعاب شوتم أب مع لعبتين، الأولى هي: أنا روبوت، وهي لعبة إطلاق نار متعددة الاتجاهات تمكن اللاعب من لعب مهمة “واجهة الروبوت التعيس 1984”، وهو مساعد آلي يتمرد ضد بيغ برذر. تتضمن أهداف اللعبة أن يجتاز المساعد الآلي 126 مستوى، ويحول المربعات الحمراء إلى اللون الأزرق لتدمير بيغ برذر وعينه. يمكن للاعب التبديل إلى اللعبة الثانية مدينة دودل، وهي رسم باستعمال أدوات تستمر لمدة ثلاث دقائق.
أُنتجت لعبة "أنا روبوت" (المطورون: شركة أتاري؛ الناشرون: شركة أتاري؛ المصممون: ديف ثيرر؛ المبرمجون: ديف ثيرر، راستي دو) للمنصة: آركيد. صدرت اللعبة في أمريكا الشمالية بتاريخ 28/يونيو/1984، وفي بريطانيا في مارس 1984.
تُصنف اللعبة ضمن ألعاب "إطلاق النار متعددة الاتجاهات"، وتتيح نمط اللعب الفردي والثنائي مع التناوب في الأدوار. يتم تشغيلها بنظام أركيد عادي.
تُعد "أنا روبوت" أول لعبة فيديو آركيد تُنتج تجاريًا بشكل كامل برسومات مضلعة ثلاثية الأبعاد وتوقيت دقيق للعبة وتظليل للأسطح. في ذلك الوقت، كانت الرسومات ثلاثية الأبعاد للألعاب تتكون غالبًا من خطوط واضحة بدلًا من المضلعات النقطية، مثل لعبة "تيمبست" (1981) (لعبة إطلاق نار بالمدافع) التي صممها وبرمجها ديف ثيرر أيضًا. كانت أيضًا أول لعبة فيديو تتميز بخيارات التحكم في الكاميرا. وكان الاسم الأصلي للعبة "Ice castles" “قلاع الجليد"، قبل أن يُغير إلى "I, Robot" "أنا، روبوت".
عند إصدار اللعبة، تلقت أنا روبوت استقبالًا ضعيفًا وكانت خسارة مالية. أُنتجَ ما يقارب 750-1000 نسخة من اللعبة، مع تأكيد وجود عدد قليل منها اليوم.أصبحت ألعاب الأركيد المتبقية، مع ذلك، مقتنيات نادرة، وتلقت اللعبة لاحقًا الثناء على رسوماتها ثلاثية الأبعاد المبتكرة. وصفها المؤلف ديفيد إليس كواحدة من "الكلاسيكيات البارزة" في وقتها. كانت أنا روبوت آخر لعبة أركيد أصدرتها شركة أتاري. بعد ذلك بفترة وجيزة، انقسمت الشركة، إذ جرى فصل جهاز الكونسول المنزلي مع أقسام الكمبيوتر الشخصي لصالح جاك تراميل وسُميت باسم "شركة أتاري". احتفظت شركة وارنر للاتصالات بقسم ألعاب الأركيد التي تعمل بالعملة، وتغير اسمها إلى ألعاب أتاري. كانت ماربل مادنس أول لعبة أركيد بالعملات المعدنية أصدرت تحت شعار ألعاب أتاري الجديدة.

## طريقة اللعب
يتحكم اللاعب في "واجهة الروبوت التعيس 1984" (إحدى طرق اللعب) في لعبة "أنا روبوت"، حيث يجسد دور روبوت خادم يكتسب الوعي الذاتي ويقرر التمرد ضد "بيغ برذر". 
للتقدم من مستوى إلى آخر، ينبغي على الروبوت تدمير "العين العملاقة الوامضة"، وذلك بارتداء الدرع أولاً ثم مهاجمة العين مباشرة. يطلق الروبوت الطاقة على الدرع من خلال التحرك فوق الأحجار الحمراء في المستوى، مما يحول لونها إلى الأزرق.
يتدمر الروبوت إذا قفز أثناء انفتاح "العين"، على الرغم من تمتعه بقدرة القفز. يمكن لمخاطر إضافية مختلفة، مثل الطيور والقنابل وأسماك القرش الطائرة، تدمير الروبوت في أثناء كل مستوى. في نهاية بعض المستويات، بدلاً من تدمير العين على الفور، يجب أن يتنقل الروبوت في متاهة ويجمع الأحجار الكريمة قبل أن يلتقي بالعين من مسافة قريبة. بمجرد اكتمال المستوى، يطير الروبوت عبر الفضاء الخارجي ويجب عليه أن يطلق النار أو يتجنب "تيتراز" والنيازك والعقبات المختلفة (بما في ذلك الرأس العائم الذي يطلق المسامير) للوصول إلى المستوى التالي.
يمكن للاعب ضبط زاوية الكاميرا في أثناء اللعب، أو الاقتراب من الروبوت أو الطيران لأعلى للحصول على عرض علوي للمستوى. كلما اقتربت الكاميرا من الروبوت، زادت مضاعفة النقاط، وبالمقابل تزداد صعوبة رؤية المستوى بالكامل ورؤية "بيغ برذر". في المستويات اللاحقة، يبدأ الأعداء المعروفون بـ "قتلة المشاهد" بمهاجمة الكاميرا مباشرة، مما يجبر اللاعب إما على تغيير زاوية الرؤية أو تحريك الروبوت حتى تتبعه الكاميرا. الفشل في تجنب قاتل المشاهد يكلف اللاعب حياة.
يوجد 26 تصميمًا فريدًا من المستويات؛ بعد الانتهاء منها جميعًا، تتكرر المستويات بمستوى صعوبة أعلى ولوحة ألوان مختلفة، كما هو الحال في لعبة أتاري السابقة "Tempest" (عاصفة). بعد إكمال إجمالي 126 مستوى، يجري إرجاع اللاعب إلى مستوى سابق عشوائياً. تنتهي اللعبة عندما تنفد حياة اللاعب.

## مدينة دودل
دودل سيتي، يشار إليها في اللعبة على أنها ungame (ليست لعبة)، هي برنامج رسم بسيط يقدم للاعب مجموعة مختارة من عناصر "اللعبة". كانت في بعض النواحي، تجربة في الفن ثلاثي الأبعاد. يمكن للاعب تحريك كل شكل وتدويره ويمكن أن يتسبب في ترك الاثار على الشاشة أثناء نقلها. يمكن للاعب البقاء في هذا الوضع لمدة تصل إلى ثلاث دقائق مقابل نقطة رصيد، ويمكنه العودة إلى اللعبة الرئيسية في أي وقت. في كل دقيقة يقضيها اللاعب في دودل سيتي يخسر فيها حياتا من مجموعة حيواته.

## الإستقبال
تلقت اي روبوت استقبالا سيئا عند إصدارها. تم إنشاء قرابة 750-1000 وحدة من اللعبة. وأُعلن عن وجود القليل منها اليوم. أصبحت أجهزة الآركيد منذ ذلك الحين مقتنيات نادرة مع مشاركة ديف ثورير في كونها نقطة بيع بين هواة الجمع.تلقت لعبة الأركيد آراء مختلفة عند إصدارها. نشرت Play Meter "بلاي ميتر" مراجعتين في إصدارها الصادر في ديسمبر 1984. قيم جين لوين جهاز الأركيد 2 من 10، وارتفاع التقييم إلى 7 إذا جرى إصدارها كمجموعة تحويل. أشادت المراجعة بالرسومات الملونة والأصالة "غير العادية"، لكنه قال "إنها تفتقر إلى الإثارة اللازمة لجعلها لعبة ذات ربح أعلى" وأن اللاعب العادي لن يكون مهتمًا جدًا بـ "أنا روبوت". صنفها روجر سي شارب صنفها بثلاث علامات تجزئة، مع الثناء على "نظام الرسوم المتحركة بالفيديو النقطي الجديد ثلاثي الأبعاد" والتنفيذ، مشيرًا إلى أنه "لن يكون إحساسًا مؤكداً بالحماس، بل رسم بجودة 'راقدة'".
استعرضت كلير إيدجلي من مجلة "الحاسوب وألعاب الفيديو" اللعبة في مارس 1985، مشيرة إلى أن "الرسومات ربما تكون الأكثر غرابة في أي لعبة أركيد موجودة" ولكنها مع ذلك "بمتعة مكعب الروبيك". وقالت أيضًا إن القدرة على تغيير الزوايا هي لمسة "لطيفة". وضعت شركة "مين ماشينز" في عام 1991 اللعبة ضمن قائمة الأمنيات لألعاب الأركيد التي ستُنقل إلى أجهزة الألعاب المنزلية (كونسول)، معتقدةً أن "سوبر فاميكوم" ستنصف هذه اللعبة. وصف المؤلف جون سيلرز في عام 2001 لعبة "أنا روبوت" بأنها "كادت أن تخطئ" نتيجة إصدارها القوي الذي لم يحقق الشعبية الكافية. كما أشاد باللعبة، واصفًا إياها بأنها ممتعة ومؤثرة.
أدرجها المؤلف ديفيد إليس في عام 2004 كواحدة من "الكلاسيكيات البارزة" في ذلك الوقت، واصفًا إياها بأنها "غير اعتيادية". أدرجتها نسخة غينيس للأرقام القياسية في عام 2008 بوصفها اللعبة الأركيد رقم تسعين من حيث التأثير التقني والإبداعي والثقافي، مشيرةً إلى ابتكارها في الرسومات ثلاثية الأبعاد. وضعت غاماسوترا لعبة أنا روبوت في قائمة "20 لعبة أتاري"، قائلة إن "هذا هو نوع الذكاء الذي يمكن أن تقدمه أتاري في أيامها الناجحة". استُشهد باللعبة كأول لعبة أركيد تستخدم رسومات مضلعة ثلاثية الأبعاد، وتحمل رقمًا قياسيًا في موسوعة غينيس للأرقام القياسية. قام كل من ليفاي بوكانان وكريغ هاريس من IGN.com بتضمين I, Robot (أنا روبوت) إلى مقالاتهم في دريم أركيد.
ظهرت شائعة مفادها أن أتاري شحنت 500 وحدة أو جهاز غير مباع إلى اليابان مع تعليمات لتفريغها في المحيط في منتصف الطريق. نفى موظف أتاري، "راستي دو" هذه الإشاعة ووصفها بأنها "أسطورة كاملة" في مقابلة عام 2009، مضيفًا: "كنت سأحب تفريغ أجهزة لعبة (أنا روبوت) في المحيط [لأنها كانت] كابوسًا حقيقياً. لكن ذلك لم يحدث".